# Hotel Nacional
Hotel Nacional är ett studioalbum av den bosniska sångaren Dino Merlin. Albumet gavs ut den 20 juni 2014 och innehåller 12 låtar.

## Låtlista
| Nr  | Titel                   | Längd |
| --- | ----------------------- | ----- |
| 1.  | Ruža                    | 5:20  |
| 2.  | Školjka                 | 4:55  |
| 3.  | Sve dok te bude imalo   | 5:14  |
| 4.  | Moja mala židovko       | 4:33  |
| 5.  | Rane                    | 4:10  |
| 6.  | Uzmi ovaj dar           | 4:46  |
| 7.  | Ako izgovorim ljubav    | 4:04  |
| 8.  | Hotel nacional          | 4:04  |
| 9.  | Sunce                   | 4:16  |
| 10. | Sve Do Medalje          | 5:27  |
| 11. | Undo                    | 4:05  |
| 12. | Hotel Nacional Nevo Mix | 4:05  |